# Sphaeroma annandalei
Sphaeroma annandalei is een pissebed uit de familie Sphaeromatidae. De wetenschappelijke naam van de soort is voor het eerst geldig gepubliceerd in  door Thomas Roscoe Rede Stebbing.